# Talicada macbethi
Talicada macbethi är en fjärilsart som beskrevs av Riley 1932. Talicada macbethi ingår i släktet Talicada och familjen juvelvingar. Inga underarter finns listade i Catalogue of Life.